# マヌエル・ルイス・ダ・シルヴァ・カフマナ
ショウ（Show, Chow）ことマヌエル・ルイス・ダ・シルヴァ・カフマナ（ポルトガル語: Manuel Luís da Silva Cafumana、1999年3月6日 - ）は、アンゴラのサッカー選手。アンゴラ代表。イスラエルのマッカビ・ハイファFC所属。ポジションは、ミッドフィールダー。

## クラブ歴
ルアンダ生まれで、地元のCDプリメイロ・デ・アゴストの下部組織からトップチームに昇格し選手となった。2019年7月にリーグ・アンのリールに移籍。2019-20シーズンはベレネンセスSADに期限付き移籍。2020-21シーズンはボアヴィスタFCに期限付き移籍。

## 代表歴
2017年6月25日のCOSAFAキャッスルカップ・モーリシャス代表戦でアンゴラ代表初出場を記録した。